# Bukkambudi, Tarikere
Bukkambudi là một làng thuộc tehsil Tarikere, huyện Chikmagalur, bang Karnataka, Ấn Độ.